# روي فيتوريا
روي فيتوريا (بالبرتغالية: Rui Vitória‏) من مواليد 16 أبريل 1970 في آلوركا دو ريباتجو بالبرتغال، مدرب ولاعب كرة قدم سابق، كان يدرب نادي النصر السعودي و هو المدير الفني للمنتخب المصري لكرة القدم حالياً هو أول أجنبي ينضم للقائمة الذهبية لنادي سعودي حيث انضم للقائمة الذهبية لنادي النصر في 25 يوليو 2019. تم إنهاء عقده مع النصر في 27 ديسمبر 2020 بالتراضي. أعلن الاتحاد المصري لكرة القدم في 12 يوليو 2022 التعاقد مع روي فيتوريا مدربا للمنتخب المصري لمدة 4 سنوات. وفي 4 فبراير 2024 أعلن الاتحاد المصري لكرة القدم عن إقالته بعد الخروج المبكر للمنتخب المصري من دور الـ16 من بطولة كأس الأمم الأفريقية 2023.

## الإحصائيات التدريبية

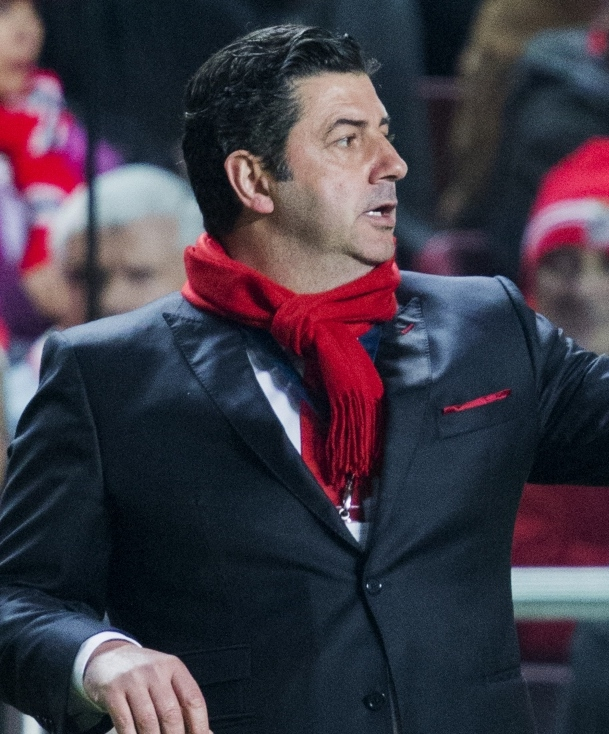
روي فيتوريا مع بنفيكا في 2016

اعتبارًا من المباراة التي لعبت في 26 ديسمبر 2020.
Vilafranquense

22 أكتوبر 2002
17 مايو 2004
75
32
11
32
42٫67
| نادي فاتيما                | البرتغال                   | 10 مايو 2006               | 1 يونيو 2010               | 140 | 63  | 42  | 35  | 045٫00 |
| نادي باسوش دي فيريرا       | البرتغال                   | 2 يونيو 2010               | 30 أغسطس 2011              | 42  | 17  | 13  | 12  | 040٫48 |
| فيتوريا دي غيماريش         | البرتغال                   | 30 أغسطس 2011              | 11 يونيو 2015              | 154 | 61  | 33  | 60  | 039٫61 |
| نادي بنفيكا                | البرتغال                   | 11 يونيو 2015              | 4 يناير 2019               | 184 | 125 | 28  | 31  | 067٫93 |
| نادي النصر                 | السعودية                   | 10 يناير 2019              | 27 ديسمبر 2020             | 87  | 53  | 16  | 18  | 060٫92 |
| مجموع الإحصائيات التدريبية | مجموع الإحصائيات التدريبية | مجموع الإحصائيات التدريبية | مجموع الإحصائيات التدريبية | 682 | 351 | 143 | 188 | 051٫47 |

## فيتوريا معنادي النصر
في غضون أسبوع من مغادرته بنفيكا، تم التعاقد مع فيتوريا بعقد لمدة 18 شهرًا مع نادي النصر السعودي، والذي كان عند مجيئته في المركز الثاني في الدوري السعودي. كانت أول مباراة له مع النصر هي الفوز 5-0 على نادي الأنصار من الدرجة الثانية. في دور الـ 32 لكأس الملك يوم 14 يناير 2019. أنهى فيتوريا الموسم كبطل لدوري المحترفين 2018–2019. وفي الموسم التالي قاد النصر للوصول إلى نصف نهائي دوري أبطال آسيا 2020، حيث خسر أمام بيرسيبوليس بركلات الترجيح. في 27 ديسمبر 2020، غادر فيتوريا نادي النصر بالتراضي. وقت رحيله كان النصر في المركز 15 بجدول الدوري برصيد 8 نقاط فقط في 10 مباريات.

### إنجازاته مع نادي النصر
1. تحقيق دوري كأس الأمير محمد بن سلمان للمحترفين 2018-2019.
2. تحقيق كأس السوبر السعودي 2019.

### مسيرته مع نادي النصر
جدول يعرض مسيرة روي فيتوريا في البطولات التي شارك فيها مع نادي النصر السعودي:
| الموسم    | البطولة                  | المركز                     | مصدر   |
| --------- | ------------------------ | -------------------------- | ------ |
| 2019-2018 | الدوري السعودي للمحترفين | البطل                      |        |
| 2019-2018 | كأس الملك السعودي        | نصف النهائي                |        |
| 2019-2018 | دوري أبطال آسيا          | ربع النهائي                | [ 9 ]  |
| 2020-2019 | الدوري السعودي للمحترفين | الوصيف                     |        |
| 2020-2019 | كأس الملك السعودي        | الوصيف                     | [ 10 ] |
| 2020-2019 | دوري أبطال آسيا          | نصف النهائي                | [ 11 ] |
| 2020-2019 | كأس السوبر السعودي       | البطل                      |        |
| 2021-2020 | الدوري السعودي للمحترفين | 15 (تمت إقالته 2020/12/27) | [ 12 ] |

## روابط خارجية
- روي فيتوريا على موقع قاعدة بيانات كرة القدم.إي يو (الإنجليزية)
- روي فيتوريا على موقع Soccerway.com (الإنجليزية)